# Могила М. М. Коцюбинского
Могила М. М. Коцюбинского — памятник истории национального значения в Чернигове.

## История
Постановлением Совета Министров УССР от 21.07.1965 № 711 «Про утверждение списка памятников искусства, истории и археологии Украинской ССР» («Про затвердження списку пам’ятників мистецтва, історії та археології Української РСР») присвоен статус памятник истории республиканского значения под названием Могила и памятник М. М. Коцюбинского. Похоронен в 1913 г.. Также памятник упоминается в Постановление Кабинета министров Украины от 27.12.2001 № 1761 «Про занесение памятников истории, монументального искусства и археологии национального значения в Государственный реестр недвижимых памятников Украины».
Постановлением Кабинета министров Украины от 03.09.2009 № 928 «Про занесение объектов культурного наследия национального значения в Государственный реестр недвижимых памятников Украины» («Про занесення об'єктів культурної спадщини національного значення до Державного реєстру нерухомих пам’яток України») присвоен статус памятник истории национального значения с охранным № 250006-Н под названием Могила писателя и общественного деятеля М. М. Коцюбинского. Данное Постановление аннулировало предыдущие: Постановление Совета Министров УССР от 21.07.1965 № 711, Постановления Кабинета министров Украины от 28.10.1996 № 1421 и от 27.12.2001 № 1761.
Памятник истории имеет собственную «территорию памятника», расположен в «комплексной охранной зоне памятников исторического центра города», согласно правилам застройки и использования территории. 
Установлена информационная доска.

## Описание
Могила украинского писателя, общественного деятеля, классика украинской литературы Михаила Михайловича Коцюбинского расположена в исторически сложившейся местности Болдины горы — в одноименном парке на уступе возле Ильинского оврага. Памятник ориентирован на Ильинскую церковь. Рядом похоронена жена писателя Вера Устиновна. Неподалёку (северо-восточнее) расположена могила А. В. Марковича.
17 сентября 1930 года на могиле писателя был установлен пирамидальный четырёхступенчатый монумент из серых гранитных кубов-блоков. На лицевой стороне монумента выгравировано «Михайло Коцюбинський. 1864—1913. Від трудящих Чернігова. 1930 року» («Михаил Коцюбинский. 1864—1913. От трудящихся Чернигова. 1930 года»). Авторы монумента — художник В. Г. Кричевский и архитектор П. Ф. Костирко.
В 1955 году на могиле писателя сооружён новый памятник — бронзовый бюст на прямоугольном постаменте, который опирается на стилобат, украшенный растительным орнаментом. Внизу на стилобате плита с текстом телеграммы Максима Горького по поводу смерти М. М. Коцюбинского — «Большого человека потеряла Украина, долго и хорошо будет она помнить его добрую работу. М. Горький». Перед памятником две прямоугольные надмогильные плиты. На одной из них надпись «М. Коцюбинский», на другой — «Вера Коцюбинская». Площадка вокруг надгробия вымощена гранитными плитами. Металлическое ограждение представляет собой художественное литьё. Все элементы памятника изготовлены из чёрного полированного лабрадорита. Скульпторы: Ф. А. Коцюбинский и С. С. Андрийченко, архитектор — Я. Ф. Ковбаса.
В 2023 году плита на стилобате с текстом Максима Горького была заменена другой плитой — с текстом Панаса Мирного:
Полег великий мастер родного слова, и его труд будет сеять ведущей звездой над путём других...». Оригинальный текст (укр.)Поліг великий майстер рідного слова, та його праця буде сіяти провідною зорею над шляхом інших...

## Похищение бюста
18 декабря 2017 года неизвестные похитили бюст с могилы писателя. 4 января 2018 года памятник был найден вместе с бюстом Александра Пушкина, похищенным 31 декабря 2017 года. 1 февраля похитители были задержаны. 21 августа 2018 года оба памятника восстановлены.